# Ip Man 4. – Finálé
Ip Man 4. – Finálé (eredeti cím: Ip Man 4: The Finale) egy 2019-ben bemutatott hongkongi harcművészeti film, melyet Wilson Yip rendezett és Raymond Wong készített. Ez a negyedik és egyben utolsó film az Ip Man-filmsorozatából, amelynek címe azonos nevű a Wing Chun nagymester életével, melynek főszerepét Donnie Yen alakítja. További szereplők Scott Adkins, Wu Yue, Vanness Wu és Danny Chan.
A film forgatása 2018 áprilisában kezdődött és ugyanezen év júliusában fejeződött be.
A filmet 2019. december 20-án mutatták be. Magyarországon szinkronizálva jelent meg 2020. július közepén.

## Cselekmény
1964-ben, felesége halála után, Jíp Man (Ip Man) rájön, hogy torokrákja van a dohányzás miatt. Miután lázadó fia, Jíp Cing (Ip Ching) visszatért egy zaklatóhoz, és kitoloncolják az iskolából, Jíp (Ip) úgy dönt, hogy San Franciscóba utazik tanulmányozási lehetőségek keresése érdekében, és arra kéri barátját, Pó (Bó)t, hogy tartsa szemmel a fiát. Egyik diákja, Bruce Lee, felzaklatta a San Francisco-i harcművészeti közösséget Wing Chun-iskolája megnyitásával, nem kínai embereknek harcművészetet tanított és angol nyelven írt könyvet a harcművészetekről. Egy munkatársától és barátjától Lőng Kan (Liang Gen)tól felfedezi, hogy mivel külföldi, az iskolába való beiratkozáshoz a Kínai Konszolidált Jótékonysági Szövetség hivatkozási levelére van szükség. Van Csung-hua (Wan Zhong-hua) nagymester, az egyesület elnöke megtagadja a levél megírását, mivel Jíp (Ip)et nem zavarják Lee tettei, míg a többi nagymester ellene van. Egy Van (Wan)nal való rövid konfrontáció után távozik.

## Szereplők
(Zárójelben a magyar hangok feltüntetve)[forrás?]
- Donnie Yen – Jíp Man (Ip Man) (葉問), egy szerény kínai Wing Chun-mester, eredetileg Fosan (Foshan)ból. (magyar h.: Markovics Tamás)
- Vu Jüe (Wu Yue) – Van Csung-hua (Wan Zhong-hua) (萬宗華), Kínai Jótékonysági Szövetség elnöke és tajcsicsuan-mester. (magyar h.: Seder Gábor)
- Vanness Wu – Hartman Wu, amerikai tengerészgyalogosok hadtestének szakaszvezetője és Bruce Lee diákja.[6] (magyar h.: Baráth István)
- Scott Adkins – Barton Geddes, amerikai tengerészgyalogság hadtestének őrmestere.[7][8] (magyar h.: Dózsa Zoltán)
- Kent Cheng – duci Po (Bo) (肥波), Jíp Man (Ip Man) barátja. (magyar h.: Botár Endre)
- Danny Chan – Bruce Lee (李小龍), a San Francisco harcművészeti iskola tulajdonosa és Ip Man egyik diákja.[9] (magyar h.: Szabó Máté)
- Simon Shiyamba – Billy, INS-tiszt és Bruce Lee diákja.
- Ngou Ká-nín (Ngo Ka-nin) – Lőng Kan (Liang Gen) (梁根), Jíp Man (Ip Man) barátja és újságíró. (magyar h.: Czető Roland)
- Chris Collins – Colin Frater, az amerikai tengerészgyalogság karateedzője.
- Vanda Margraf – Yonah Wan (萬若男), Van Csung-hua (Wan Zhong-hua) lánya. (magyar h.: Csifó Dorina)
- Jim Liu – Jíp Cing (Ip Ching) (葉正), Jíp Man (Ip Man) második fia.
- Ló Móng (Lo Mang) – Ló Cön-ting (Lo Chun Ting) (羅駿霆), Jíp Man (Ip Man) barátja és a hou csuan (Hóu-Quán) mestere. (magyar h.: Fekete Zoltán)
- Grace Englert – Becky Walters, Andrew és Gabrielle lánya.
- Andrew Lane – Andrew Walters, egy INS tiszt, Becky apja és Gabrielle férje.
- Nicola Stuard Hill – Gabrielle Walters, Becky anyja és Andrew felesége.
- Linda Jean Barry – Iskolaigazgató
- További magyar hangok: Németh Gábor, Kapácsy Miklós, Törköly Levente (orvos)

Ezen túlmenően számos színész jelenik meg cameoszerepben az Ip Man-filmsorozat szereplői közül időrendbeli sorrendben, archív felvételeken keresztül; többek között Lynn Hung, mint Cőng Ving-szing (Cheung Wing-Sing) ( 張永成), Jíp Man (Ip Man) elhunyt felesége; Gordon Lam, mint Léj Chíu (Li Chiu) (李 釗), Fosan (Foshan) rendőrtisztje; Huang Hsziao-ming (Huang Xiaoming) mint Vóng Lőng (Wong Leung) (黃 梁), Jíp Man (Ip Man) első diákja; Sammo Hung, mint Hung Can-nám (Hung Chun-nam) (洪震南), Hung Ga-mester; Mike Tyson, mint Frank, amerikai ingatlanfejlesztő; Sarut Khanwilai, mint Suchart, thai Bokszoló; Csang Csin (Zhang Jin), mint Cőng Tín-cí (Cheung Tin-chi) (張 天 志), Wing Chun-mester, akit Jíp Man (Ip Man) legyőzött párbajban; Darren Shahlavi mint Taylor „Tornádó” Miller, arrogáns és rasszista angol bokszbajnok, akit Jíp Man (Ip Man)  legyőzött; és Simon Yam mint Cau Chíng-chűn (Chow Ching-chuen) (周清泉), Jíp Man (Ip Man)  régi barátja.

## Gyártás
2016. szeptember 30-án, Donnie Yen (aki három filmben a Wing Chun nagymestert, Jíp Man-t alakította) bejelentette, hogy ő és a filmsorozat rendezője, Wilson Yip visszatér a negyedik filmhez. Edmond Wong forgatókönyvíró szintén visszatér. Raymond Wong producer elárulta, hogy "hatalmas összeget" fizetett Yennek, hogy visszatérjen egy negyedik film kedvéért. A film fő forgatása 2018 áprilisában kezdődött, és júliusban fejeződött be. A forgatási helyszínek között Kína, és Preston (Lancashire) szerepelt. 2019 szeptemberében Donnie Yen azt mondta, hogy az "Ip Man 4." lesz a sorozat utolsó filmje.